# High School Musical
High School Musical er en Disney Channel Original Movie, som har vundet en Emmy. Filmen er produceret og distribueret af Disney Channel. Den blev vist første gang på amerikansk Disney Channel 20. januar 2006 og for første gang 8. september 2006 på skandinavisk Disney Channel. Filmen er en af de mest succesrige Disney Channel Original Movies. Filmens album blev i 2006 det mest kommercielt succesfulde album i USA.

## Handling
Troy Bolton og Gabriella Montez bliver tvunget til at synge en karaokeduet sammen under en nytårsfest, og de bliver hurtigt venner. De mødes igen, da Gabriella tilfældigvis flytter til Troys skole og by. De bliver begge meget overrasket over at se hinanden. Troy viser Gabriella rundt på skolen, og de ser ansøgningsskemaet til auditionen for vintermusicalen. Derefter tænker Troy meget på da han sang med Gabriella, og at han måske skulle synge med hende til musicalen. Men han prøver på at fokusere på sit basketballhold, som han er anfører og stjernespiller for, og deres mesterskabskamp. Under en fritime "ditcher" Troy sit basketball hold, fordi han er blevet tiltrukket af auditionen til vintermusicalen, som Gabriella også er blevet tiltrukket af. Under auditionen ser de Sharpay og hendes bror Ryan, som gør alt hvad Sharpay siger, fremføre "What I've been Looking for". Gabriella bliver endnu mere optaget af additionen og melder sig til audition, men dramalæreren Frk. Darbus siger, at der ikke er nogen soloroller tilbage. Derfor melder Troy sig også til auditionen, så han kan synge sammen med Gabriella i en duet. Frk. Darbus siger at det er for sent at komme til auditionen og går sin vej. Troy og Gabriella møder derefter musicalens komponist Kelsi, hun får dem til at synge en kort og original version af "What I've been Looking For". Frk. Darbus hører dem synge og giver dem derfor en chance til. Troy og Gabriella skal kæmpe om rollerne Arnold og Minnie mod Sharpay og Ryan i en ekstra audition. Når Sharpay får dette at vide, begynder hun at skrige. Da alle de andre studerende på East High School får at vide, at Gabriella og Troy har været til audition, begynder de at røbe deres hemmeligheder. Derefter bliver Troys bedste ven Chad bange for, at Troy kommer til at bruge hele sin energi på at synge i stedet for at bruge den på træningen til finale-kampen. Derfor planlægger han og Gabriellas bedste veninde Taylor, som også er urolig for Gabriella, at få Troy til at sige, at han kun tænker på kampen, og at han er ligeglad med Gabriella. Deres plan går som planlagt, og Gabriella hører Troy sige, at han er ligeglad med hende over Taylors bærbare computer. Gabriella bliver ked af det. Troy finder ud af at Taylor og Chad har snydt dem og forklarer hele historien til Gabriella, og da han har gjort det, finder de en plan, så de kan optræde til auditionen. De når lige at komme derhen, lige efter Sharpay og Ryan har sunget "Bob To The Top" også synger Gabriella og Troy "Breaking Free". Bagefter går alle ind i gymnastiksalen og synger "We Are All In This Together", hvorefter Troy og Gabriella er lige ved at kysse, men så kommer Chad og siger tillykke med trofæet.

## Medvirkende

### Hovedroller
- Troy Bolton (Zac Efron) er den mandelige hovedperson i denne historie og lederen af East High Wildcats basketballhold. Hans bedste ven er Chad Danforth. Til nytårsfesten i et skitilholdssted, blev han tvunget til at synge 'Start of Something New' med Gabriella Montez: Troy står imellem at skulle spille basketball eller synge; han vil virkelig gerne synge med Gabriella (pigen som han kan lide), men hans holdkammerater forhindrer ham i det ved at bruge beskidte tricks, fordi de er bekymret for, at det vil påvirke deres chancer for at vinde mesterskabet, og fordi Troy er søn af deres træner og stjernespilleren på holdet. Men som altid vinder kærligheden til sidst i slutningen af filmen. Denne problemstilling bliver testet yderligere i film nummer 2, hvor han bl.a. bliver stillet over for at lære at danse, med mere.
- Gabriella Montez (Vanessa Hudgens) er den kvindelige hovedperson, som hemmeligt er forelsket i Troy Bolton. Hun er meget genert og meget klog (ifølge en hjemmeside, eller Ryan, er hun den næste Einsteininde). Gabriella har flyttet skole mange gange, fordi hendes mor ofte bliver forflyttet af sit arbejde. Hun mødte Troy for første gang i opholdsstuen på det hotel, de begge boede på, da de var på skiferie. Hun bliver tvunget til at synge en duet med ham ved hjælp af en karaokemaskine til en nytårsfest. Hun møder Troy igen, da hun flytter til en ny skole, som tilfældigvis er Troys skole. Hun er lidt usikker over at fortælle alle om sin fortid. Selvom man nemt kan finde ud af den gennem internettet: hun har førhen vundet massevis af akademiske kampe. Hun har også for nylig sunget i et kirkekor, hvor hun under sin solo besvimede og alle kiggede på hende. Hun og Troy gik til audition og fik hovedrollerne til vintermusicalen. Hun vandt de akademiske 10-kampe med sin gruppe, inklusiv Taylor. Da hun begynder at komme sammen med Troy i slutningen af filmen, er der lagt op til en efterfølger.
- Sharpay Evans (Ashley Tisdale) er antagonist i High School Musical. Hun er en opblæst person, som altid vil have sin vilje. Hun kommanderer og elsker at have kontrol, selv over sin bror Ryan. Hun går til audition sammen med sin bror for vintermusicalen mod Gabriella og Troy. Da hun hører, at det er endnu en runde i auditionen, laver hun om på datoen, så Troy og Gabriella ikke kunne nå at komme. Planen ændres hurtigt med hjælp fra Taylor og Chad. Sharpay ender med at blive Gabriellas suppleant, og i slutningen af filmen ønsker hun Gabriella held og lykke ved at sige: "knæk og bræk". Selvom hun ikke kan udstå, at Troy og Gabriella fik hende og hendes brors roller i vintermusicalen, er hun lidt lun på ham og jaloux på Gabriella. I slutningen af High School Musical er det som om, at Sharpay bliver venner med Troy og Gabriella. Men i High School Musical 2, hader hun Gabriella og er total forelsket i Troy. Hun prøver på at holde Gabriella væk fra Troy.
- Ryan Evans (Lucas Grabeel) er Sharpays bror, dansepartner, og den sødeste af de to. De har begge været med i 17 musicals sammen. Han lader til at have en veludviklet sans for mode og klæder sig meget anderledes end de andre elever i East High School f.eks. med skjorter, mens de andre elever klæder sig i t-shirts og shorts. Ryan er ikke den klogeste i universet, som det fx fremgår, da basketballspillerne staver til "Go Drama Club!" med deres trøjer, som han har svært ved at læse. Han har også en smag for hatte og har rigtig mange forskellige på under filmen. Det ser ud som om, han er meget ydmyg over for sin søster og gør, hvad end hun siger. Ved slutningen af denne film og 2'eren viser Ryan, hvad han mener om Sharpays attitude.
- Chad Danforth (Corbin Bleu) er medlem af East Highs Wildcats og er Troys bedste ven. Han elsker at spille basketball. Han synes, at musical ikke er noget for basketballspillere. Dog, indser han senere, at Troy nyder at synge, og så giver Chad al den støtte, han kan. Efter at han og Taylor McKessie havde prøvet på at få Troy og Gabriella skilt og derefter ført sammen igen, inviterer han Taylor ud på en date.
- Taylor McKessie (Monique Coleman) er lederen af East Highs fysik- og kemiklub, som deltager i akademiske kampe. Hun bliver venner med Gabriella, da hun ankommer til skolen og overbeviser hende om at være med i hendes klub og deltage i den akademiske 10-kamp. I starten prøver hun ligesom Chad at få Gabriella til at stoppe med at synge, men ender med at give hende sin fulde støtte. Hun afskyer meget sportsmænd inklusiv Troy Bolton. Men hendes afsky for sportsmænd ændres med tiden . Hun bliver inviteret ud på en date i slutningen af filmen af Chad Danforth.

### Biroller
- Frk. Darbus (Alyson Reed) er drama-læreren på East High. Hun er en leder af teateret, og hun afskyer mobiler meget. Hun er kommet i skænderi med Træner Bolton flere gange. Hun har vist, at hun har lidt kendskab til basketball.

- Træner Jack Bolton (Bart Johnson) er East Highs Wildcats træner og Troys far. Han var engang også en mesterskabs-spiller i East High School, og han regner med, at hans søn følger hans fodspor. Han er kommet ind i mange diskussioner med Frk. Darbus og er skuffet over sin søns beslutning om at deltage i teateret, men han skifter hurtigt mening. Han bryder sig ikke om Troys forhold til Gabriella, fordi han er bange for, at det vil forstyrre Troys basketballtræning.

- Kelsi Nielsen (Olesya Rulin) er en pianist og er komponisten af Twinkle Town Musical. Kelsi er ikke sikker i starten. Men ved slutningen af filmen, taler hun igen til Sharpay. Troy kalder hende playmaker for at bygge hendes selvtillid.

- Zeke Baylor (Chris Warren, Jr.) er et medlem af "the Wildcats", som hemmeligt godt kan lide at bage og lave mad. Han er meget lun på Sharpay, som giver ham afslag næsten hele tiden. Indtil hun smager hans småkager

- Jason Cross (Ryne Sanborn) er også en basketballspiller i East Highs hold, som hænger ud sammen med dem og er lidt lun på Kelsi.

- Fru. Montez (Socorro Herrera) er Gabriellas mor. Selvom man ikke har set hende så meget, så støtter hun sin datter rigtig meget. Hun er glad for Gabriellas sang og siger ikke, at hun må eller ikke må. Hun har ikke noget imod Gabriellas forhold til Troy.

| Dansk stemme         | Rolle            |
| -------------------- | ---------------- |
| Allan Hyde           | Troy Bolton      |
| Thea Iven Ulstrup    | Gabriella Montez |
| Marie Søderberg      | Sharpay Evans    |
| Daniel Vognstrup     | Ryan Evans       |
| Niclas Mortensen     | Chad Danforth    |
| Annevig Schelde Ebbe | Taylor Mckessie  |
| Pauline Rehné        | Ms. Darbus       |
| Kristian Boland      | Jack Bolton      |

## Sange
Nedenfor følger en oversigt over de sange, der fremføres i filmen:
| Nr. | Navn                       | Sangskriver                          | Sangere                                 | Varighed |
| --- | -------------------------- | ------------------------------------ | --------------------------------------- | -------- |
| 1   | Start Of Something New     | Matthew Gerrard and Robbie Nevil     | Vanessa Anne Hudgens & Zac Efron        | 3:16     |
| 2   | Get'cha Head in the Game   | Ray & Greg Cham and Andrew Seeley    | Zac Efron                               | 2:27     |
| 3   | What I've Been Looking For | Andy Dodd and Adam Watts             | Ashley Tisdale & Lucas Grabeel          | 2:03     |
| 4   | Stick to the Status Quo    | David N. Lawrence and Faye Greenberg | Alle udover Vanessa Hudgens & Zac Efron | 4:28     |
| 5   | When There Was Me and You  |                                      | Vanessa Anne Hudgens                    | 3:00     |
| 6   | Bop To the Top             | Jamie Houston                        | Ashley Tisdale & Lucas Grabeel          | 1:47     |
| 7   | Breaking Free              | Jamie Houston                        | Zac Efron & Vanessa Hudgens             | 3:27     |
| 8   | We're All in This Together |                                      | Alle                                    | 3:51     |

## Udgivelse

### Dansk Version
Den 9 September 2006 blev High School Musical med dansk-tale sendt i den danske Disney Channel. Denne danske version udkom også på High School Musical DVD'en.
Nedenfor følger en oversigt over de danskere, der har lagt stemme til filmen med dansk tale:

## Media

### Soundtrack
Se High School Musical Soundtrack

### DVD'er

#### Encore Edition
Den 17. Oktober 2006 udkom High School Musical på DVD. Filmen havde stor succes i de danske butikker og røg hurtigt op på Top 10 listen over de mest solgte. DVD'en indeholder den almindelige version af filmen, filmen med dansk, svensk og norsk tale, Sing-Along versionen og masser af backstage med skuespillerne.

#### The Remix Edition
Derefter udkom der en speciel 2 disc DVD. En af dem indeholder det samme som den almindelige DVD gør (se oven over) og den anden disc indeholder "High School Musical – Dance Along" og meget mere backstage inklusiv: præmiere til filmens DVD udkomst.

### Spil
Den 16 November 2007 udkom et High School Musical spil High School Musical: Sing it! både til PlayStation 2 med 2 mikrofoner og til Nintendo Wii. Derefter udkom der også et High School Musical spil til Nintendo DS High School Muscail: Makin' the Cut!

### Dansemåtte og Mikrofon
Der er også blevet lavet en High School Musical dansemåtte som ikke bliver tilsluttet til noget den virker på batterier. Der er blevet indbygget 3 sværhedsgrader og 4 sange: Bop To The Top, Get´cha Head In The Game, Breaking Free og We´re All in This Together. Og der er også blevet lavet en lignende mikrofon. I den er der indbygget 2 sange: Start of Something New og Breaking Free.